# Viola minuta
Viola minuta (Thouars) Baill. – gatunek roślin z rodziny fiołkowatych (Violaceae). Występuje naturalnie w Kaukazie i na Przedkaukaziu. 

## Morfologia
PokrójBylina dorastająca do 2–7 cm wysokości, tworzy kłącza.
LiścieBlaszka liściowa ma kształt od owalnego do owalnie okrągławego. Mierzy 0,4–2 cm długości oraz 0,2–1 cm szerokości, jest karbowana lub ząbkowana na brzegu, ma klinową nasadę i tępy wierzchołek. Ogonek liściowy jest nagi.
KwiatyPojedyncze, wyrastające z kątów pędów. Mają działki kielicha o podługowato-lancetowatym kształcie i dorastające do 7–9 mm długości. Płatki są odwrotnie jajowate, mają purpurową barwę oraz 7–10 mm długości, dolny płatek posiada obłą ostrogę o długości 7-12 mm.
OwoceTorebki mierzące 7-11 mm długości, o jajowatym kształcie.

## Zmienność
W obrębie tego gatunku oprócz podgatunku nominatywnego wyróżniono dwa podgatunki oraz jedną odmianę:
- V. minuta subsp. dagestanica (Rupr.) Vl.V.Nikitin – występuje na zachodnim Przedkaukaziu[5]
- V. minuta subsp. meyeriana (Rupr.) Vl.V.Nikitin – występuje w Kaukazie i na Przedkaukaziu[6]. Rośnie na terenach skalistych. Bylina dorastająca do 3–8 cm wysokości. Blaszka liściowa ma owalny kształt. Mierzy 4–14 mm długości oraz 3–12 mm szerokości, jest karbowana lub ząbkowana na brzegu, ma sercowatą nasadę i tępy wierzchołek. Ogonek liściowy jest nagi i ma 8–55 mm długości. Przylistki są od podługowatych do równowąskich, osiągają 2–10 mm długości. Kwiaty mają działki kielicha o równowąsko podługowatym kształcie i dorastające do 7–10 mm długości. Płatki są odwrotnie jajowate, mają 20–25 mm długości, dolny płatek posiada obłą ostrogę o długości 7-10 mm. Owocami są torebki mierzące 7 mm długości, o jajowatym kształcie[7].